# Bàn về chiến tranh

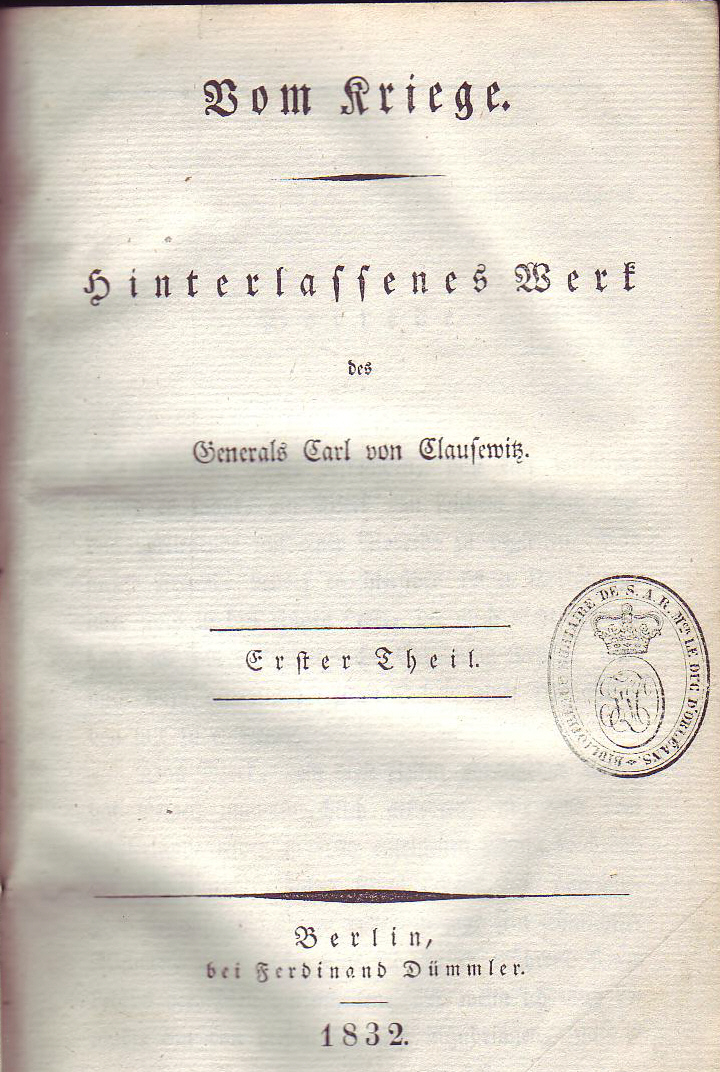
Trang bìa của ấn bản bằng tiếng Đức Vom Kriege, xuất bản vào năm 1832

Bàn về chiến tranh (tiếng Đức: Vom Kriege, /fɔm ˈkʁiːgə/) là một tác phẩm lý luận quân sự về chiến tranh và chiến lược quân sự do tướng Carl von Clausewitz người nước Phổ viết. Nó được viết sau thời kỳ Chiến tranh Napoléon, khoảng giữa năm 1816 và 1830. Cuốn sách được xuất bản sau khi von Clausewitz qua đời bởi người vợ của ông vào năm 1832. Nó đã được dịch ra tiếng Anh nhiều lần với tự đề On War. Bàn về chiến tranh là tác phẩm chưa được chỉnh sửa hoàn chỉnh; von Clausewitz đã xem lại bản thảo viết tay của mình vào năm 1827, nhưng ông đã chết mà chưa kịp hoàn thành chỉnh sửa. Vợ của ông đã hoàn tất việc chỉnh lý toàn bộ tác phẩm và hai chương cuối cùng von Clausewitz đang viết.
Bàn về chiến tranh là một trong những tác phẩm lý luận quân sự đầu tiên về các chiến lược quân sự hiện đại. Điều này chính là do von Clausewitz đã kết hợp được giữa các vấn đề về chính trị, kinh tế và xã hội, đây là những nhân tố quan trọng nhất quyết định đến kết quả của một cuộc chiến tranh. Tác phẩm được đánh giá là một trong những luận thuyết quan trọng nhất và là tác phẩm lý luận quân sự bắt buộc đưa vào giáo trình giảng dạy trong nhiều học viện quân sự ngày nay.
Ông tạo ra một khoa học quân sự. Ông khuyên nên chú ý đến những yếu tố như tình trạng mệt mỏi, những sai lầm nhỏ, cái may, cái rủi khiến cho những kế hoạch rất tốt đáng lẽ thành công mà lại thất bại. Ông nhấn mạnh là để có bất cứ thắng lợi nào, thì lập luận bao giờ cũng phải xuất phát từ thực tế. Ông cho là những mục tiêu dường như quá dễ dàng lại có thể rất khó khăn và đôi khi không thể đạt được.
Ông khẳng định là nhiệm vụ cơ bản của một đội quân là giao tranh và tiêu diệt chủ lực của kẻ thù bằng một trận quyết định. Chiến dịch toàn thể phải nhằm tiêu diệt quân đội đối phương. Theo ông, vị tướng muốn đánh thắng những trận quyết định và thực hiện các mục tiêu chính trị thì tất cả sĩ quan và binh lính đều phải tin vào ý nghĩa cuộc chiến, có tinh thần cao.

## Các luận điểm chính
- Chiến tranh là sự kế tục của chính trị bằng phương tiện khác, phương tiện đấu tranh vũ trang.
- Tác dụng quan trọng của sức mạnh tinh thần trong chiến tranh và mối quan hệ qua lại giữa nó với sức mạnh vật chất.
- Lý luận quân sự phải thay đổi cùng với sự thay đổi của thực tiễn chiến tranh, cũng như phương pháp tác chiến.
- Mối quan hệ biện chứng giữa tấn công và phòng ngự và đề cao phòng ngự tích cực, cho đó là quy luật nội tại của hai loại tác chiến cơ bản.
- Mục tiêu trước mắt cuộc chiến là  đánh bại quân đội địch, dĩ chí lật đổ chính quyền địch, chứ không phải là tiêu diệt dân nước địch.
- Một cảm xúc mạnh mẽ phải kích thích tài năng của chỉ huy quân sự, có thể là tham vọng như đối với vua Caesar, hoặc là hận thù như đối với tướng Hannibal, hoặc là sự kiêu hãnh đánh một trận huy hoàng như đối với vua Friedrich II Đại Đế. Hãy mở tấm lòng đến với những cảm xúc tương tự, hãy cương quyết tìm một sự kết thúc vinh quang, thì số phận sẽ mang vinh quang đến cho mình.

Tất cả sự đầu tư vào chiến tranh gây ra những thảm họa lớn hơn như là chết đói năm 1945 ở Việt Nam, nhiễm phóng xạ ở một số nơi bị bom hạt nhân rơi trúng 
Nói chung là chiến tranh là một thảm họa mà do con người gây ra chỉ vì những mục đính là cướp bóc, thống trị, thỏa mãn sự sung sướng của cuộc sống, sự độc tài...